# L'autre Dumas
L'autre Dumas è un film francese del 2010 diretto da Safy Nebbou.
Il film, incentrato sulla figura dello scrittore Alexandre Dumas (padre), è basato sull'opera teatrale Signé Dumas di Cyril Gély e Eric Rouquette.